# Tournoi de clôture du championnat de Colombie de football 2021
Navigation
Tournoi précédent Tournoi suivant
Le tournoi de clôture de la saison 2021 du Championnat de Colombie de football est le deuxième tournoi de la soixante-quatorzième  édition du championnat de première division professionnelle en Colombie.

## Déroulement de la saison
- lors de la phase régulière, les équipes s'affrontent une fois plus un match additionnel, pour un total de 20 rencontres[1].
- Les huit premiers de la phase régulière se  qualifient pour le tournoi de qualification. Les équipes sont réparties dans deux groupes de quatre et se rencontrent en match aller et retour.
- Les deux premiers de groupe jouent la finale également en match aller et retour, le vainqueur est sacré champion de Colombie et se qualifie pour la Copa Libertadores 2022 et la Superliga Colombiana.

A la fin du tournoi il y aura deux relégations.

## Les clubs participants
- Águilas Doradas
- Alianza Petrolera
- América de Cali
- Atlético Bucaramanga
- Atlético Nacional
- Deportes Tolima
- Deportivo Cali
- Deportivo Pasto
- Envigado FC
- Independiente Medellín
- Jaguares
- Junior
- La Equidad
- Millonarios
- Once Caldas
- Patriotas
- Santa Fe
- Deportivo Pereira
- Atlético Huila - vainqueur de la grande finale de Primera B
- Deportes Quindío - vainqueur de la finale de classement

## Compétition
Le barème utilisé pour établir l'ensemble des classements est le suivant :
- Victoire : 3 points
- Match nul : 1 point
- Défaite : 0 point

### Phase régulière

#### Classement
| Rang | Équipe                 | Pts | J  | G  | N  | P  | Bp | Bc | Diff |
| ---- | ---------------------- | --- | -- | -- | -- | -- | -- | -- | ---- |
| 1    | Atlético Nacional      | 42  | 20 | 12 | 6  | 2  | 32 | 13 | +19  |
| 2    | Millonarios            | 36  | 20 | 11 | 3  | 6  | 36 | 23 | +13  |
| 3    | Deportes Tolima T      | 36  | 20 | 9  | 9  | 2  | 25 | 13 | +12  |
| 4    | Junior                 | 33  | 20 | 8  | 9  | 3  | 25 | 21 | +4   |
| 5    | Deportivo Pereira      | 33  | 20 | 9  | 6  | 5  | 24 | 21 | +3   |
| 6    | Alianza Petrolera      | 33  | 20 | 8  | 7  | 5  | 27 | 18 | +9   |
| 7    | Deportivo Cali         | 33  | 20 | 8  | 7  | 5  | 27 | 21 | +6   |
| 8    | América de Cali        | 29  | 20 | 8  | 5  | 7  | 25 | 19 | +6   |
| 9    | Envigado FC            | 27  | 20 | 7  | 6  | 7  | 24 | 23 | +1   |
| 10   | Atlético Bucaramanga   | 27  | 20 | 7  | 6  | 7  | 26 | 29 | -3   |
| 11   | Jaguares de Córdoba    | 27  | 20 | 7  | 6  | 7  | 23 | 26 | -3   |
| 12   | Independiente Medellín | 26  | 20 | 5  | 11 | 4  | 14 | 15 | -1   |
| 13   | Rionegro Águilas       | 25  | 20 | 7  | 4  | 9  | 24 | 25 | -1   |
| 14   | Independiente Santa Fe | 25  | 20 | 6  | 7  | 7  | 21 | 22 | -1   |
| 15   | La Equidad             | 25  | 20 | 6  | 7  | 7  | 20 | 21 | -1   |
| 16   | Deportes Quindío P     | 22  | 20 | 6  | 4  | 10 | 18 | 24 | -6   |
| 17   | Once Caldas            | 20  | 20 | 5  | 5  | 10 | 18 | 30 | -12  |
| 18   | Patriotas              | 18  | 20 | 4  | 6  | 10 | 14 | 21 | -7   |
| 19   | Deportivo Pasto        | 16  | 20 | 4  | 4  | 12 | 13 | 28 | -15  |
| 20   | Atlético Huila P       | 10  | 20 | 2  | 4  | 14 | 12 | 35 | -23  |

|  | Qualification pour le tournoi de qualification |
|  | Relégation directe                             |
|  | T : Tenant du titre P : Promu de D2            |

- La relégation est calculée sur quatre saisons, le club avec le moins de points cumulés est relégué.

### Deuxième phase
Les huit premiers sont répartis dans deux groupes de quatre équipes. Les deux vainqueurs de ces mini-championnats se retrouvent en finale.

#### Groupe A
| Rang | Équipe            | Pts | J | G | N | P | Bp | Bc | Diff |
| ---- | ----------------- | --- | - | - | - | - | -- | -- | ---- |
| 1    | Deportivo Cali    | 13  | 6 | 4 | 1 | 1 | 11 | 6  | +5   |
| 2    | Junior            | 7   | 6 | 1 | 4 | 1 | 9  | 8  | +1   |
| 3    | Atlético Nacional | 6   | 6 | 1 | 3 | 2 | 10 | 9  | +1   |
| 4    | Deportivo Pereira | 5   | 6 | 1 | 2 | 3 | 6  | 13 | -7   |

|  | Qualification pour la finale |

#### Groupe B
| Rang | Équipe            | Pts | J | G | N | P | Bp | Bc | Diff |
| ---- | ----------------- | --- | - | - | - | - | -- | -- | ---- |
| 1    | Deportes Tolima T | 12  | 6 | 3 | 3 | 0 | 12 | 5  | +7   |
| 2    | Millonarios       | 11  | 6 | 3 | 2 | 1 | 9  | 5  | +4   |
| 3    | América de Cali   | 6   | 6 | 2 | 0 | 4 | 6  | 9  | -3   |
| 4    | Alianza Petrolera | 4   | 6 | 1 | 1 | 4 | 6  | 13 | -7   |

|  | Qualification pour la finale |
|  | T : Tenant du titre          |

### Finale
Match aller le 19 décembre, match retour le 22 décembre 2021.
| Équipe 1       | Résultat | Équipe 2        | Aller | Retour |
| -------------- | -------- | --------------- | ----- | ------ |
| Deportivo Cali | 3-2      | Deportes Tolima | 1-1   | 2-1    |

## Bilan de la saison
| Championnat de Colombie de football 2021 |                                                 |
| Champion                                 | Deportivo Cali (10e titre)                      |
| Coupes et trophées                       |                                                 |
| Vainqueur de la Coupe de Colombie 2021   | Atlético Nacional                               |
| Qualifications continentales             |                                                 |
| Copa Libertadores 2022                   | Deportes Tolima Champion du tournoi d'ouverture |
| Copa Libertadores 2022                   | Deportivo Cali Champion du tournoi de clôture   |
| Copa Libertadores 2022                   | Millonarios                                     |
| Copa Libertadores 2022                   | Atlético Nacional                               |
| Copa Sudamericana 2022                   | Independiente Medellín (vainqueur coupe 2020)   |
| Copa Sudamericana 2022                   | América de Cali                                 |
| Copa Sudamericana 2022                   | Junior de Barranquilla                          |
| Copa Sudamericana 2022                   | La Equidad                                      |
| Promotions et relégations                |                                                 |
| Promus en Primera A                      | Cortuluá                                        |
| Promus en Primera A                      | Unión Magdalena                                 |
| Relégués en Primera B                    | Atlético Huila                                  |
| Relégués en Primera B                    | Deportes Quindío                                |